# Parkverbot

Verkehrsschild für Parkverbote nach dem Wiener Übereinkommen über Straßenverkehrszeichen

Das Parkverbot ist eine Verkehrsregel, die das Parken von Straßenfahrzeugen (Kraftfahrzeuge, Anhänger, Fahrräder und Fuhrwerke) in bestimmten Zonen des öffentlichen Verkehrsraums untersagt. In der Schweiz ist die amtliche Bezeichnung Parkierungsverbot und umgangssprachlich Parkierverbot. Es ist „schwächer“ als das Haltverbot und wird überwiegend im Rahmen der Überwachung des ruhenden Verkehrs gemäß Bußgeldkatalog kontrolliert.

## Allgemein

Finnische Variante des Parkverbotsignals (liikennemerkki numero 373, Pysäköintikieltoalue)

Das Parkverbot kann durch nationale Verkehrsvorschriften vorgeschrieben sein (beispielsweise allgemeines Parkverbot auf Überlandstraßen) oder durch Verkehrszeichen (Signale) und/oder Bodenmarkierungen kenntlich gemacht werden. Die länderspezifischen Verkehrszeichen für das Parkverbot sind in Europa sehr ähnlich: rund mit rotem Außenring und blauer Innenfläche, die von einem diagonalen roten Strich durchkreuzt wird (teilweise noch das alte Signal mit weißer statt blauer Innenfläche, auf der sich ein schwarzes P befindet). 
Das Zeichen heißt in Deutschland Eingeschränktes Haltverbot, wird umgangssprachlich jedoch als Parkverbot bezeichnet.
In der Schweiz wird das Parkverbot in Art. 30 Halte- und Parkierungsverbote der Schweizerischen Signalisationsverordnung (SSV) geregelt. Das dazugehörende Signal ist 2.50 Parkieren verboten, umgangssprachlich mit Parkierverbot oder Parkverbot abgekürzt.
In Österreich wird das Parkverbot in § 24. Halte- und Parkverbote der Österreichischen Straßenverkehrsordnung (StVO) geregelt. Das dazugehörende Verkehrszeichen wird in § 52 Abs. a) Z 13a. „PARKEN VERBOTEN“ geregelt.

## Regeln in Deutschland
Das Parkverbot ist in Deutschland nach der Straßenverkehrs-Ordnung (StVO) mittels Verkehrszeichen und nach § 12 StVO geregelt. Parken wird in Abs. 2 darin folgendermaßen definiert:

„Wer sein Fahrzeug verlässt oder länger als drei Minuten hält, der parkt.“

Zeichen 314 StVO: Parkplatz

Grundsätzlich ist am rechten Fahrbahnrand zu parken oder auf einem rechten Seitenstreifen, dazu gehören auch Parkstreifen. In Einbahnstraßen (Zeichen 220: ) darf links geparkt werden, ebenso, wenn auf der rechten Fahrbahnseite Schienen liegen (§ 12 Abs. 4 StVO). Es ist platzsparend zu parken (§ 12 Abs. 5 StVO).
Eine Parkflächenmarkierung erlaubt das Parken; auf Gehwegen aber nur Fahrzeugen mit einer zulässigen Gesamtmasse bis zu 2,8 t. Die durch die Parkflächenmarkierung angeordnete Aufstellung ist einzuhalten. Wo sie mit durchgehenden Linien markiert ist, darf diese überfahren werden. Sind Parkflächen auf Straßen erkennbar abgegrenzt, wird damit angeordnet, wie Fahrzeuge aufzustellen sind.

### Parkverbot nach StVO
Das Parken ist gemäß § 12 Abs. 3 StVO verboten:
- Auf Gehwegen.
- Wenn rechts der Fahrbahn ein Radweg angelegt ist, auf acht Metern, sonst fünf Metern, vor und hinter Kreuzungen und Einmündungen. Dieser Bereich wird vom Schnittpunkt der Fahrbahnkanten ermittelt.
- Vor Grundstücksein- und -ausfahrten, auf schmalen Fahrbahnen auch ihnen gegenüber.
- Über Schachtdeckeln und anderen Verschlüssen, wo durch Zeichen 315 () oder eine Parkflächenmarkierung (§ 41 Anlage 2 Nr. 74 StVO) das Parken auf Gehwegen erlaubt ist.
- Vor Bordsteinabsenkung.
- Auf durch Leitlinien markierten Fahrradschutzstreifen.[5]
- Je 15 m vor und hinter Haltestellenschildern (Zeichen 224: )
- Innerhalb von Grenzmarkierung für Parkverbote ()
- Auf Vorfahrtstraßen (Zeichen 306: ) außerhalb geschlossener Ortschaften auf der Fahrbahn.

- Wo ein Haltverbot angeordnet ist, gilt auch ein Parkverbot.

- Das Parken auf der Fahrbahn ist nur erlaubt, wenn 3,05 Meter Durchfahrtsbreite auf der Fahrbahn verbleibt, gemessen bis zu einer durchgehenden Linie, wenn vorhanden  (Fahrstreifenbegrenzung und Fahrbahnbegrenzung, Zeichen 295),  (einseitige Fahrstreifenbegrenzung, Zeichen 296) oder in einspurigen Straßen (z. B. Einbahnstraße) bis zur gegenüberliegenden Fahrbahnbegrenzung. Diese Regelung dient dazu, dass alle Fahrzeuge bis zur nach StVO zugelassenen Breite (2,55 m) die Straße passieren können, auf beiden Seiten kommen noch 25 cm Sicherheitsabstand hinzu.
- In verkehrsberuhigten Bereichen (Zeichen 325.1: ) ist das Parken außerhalb der dafür gekennzeichneten Flächen unzulässig, ausgenommen zum Ein- oder Aussteigen, zum Be- oder Entladen.
- Privilegierte Parkplätze (Zeichen 314:  mit Zusatzschild) dürfen nur unter den auf dem Zusatzzeichen genannten Bedingungen genutzt werden. Anderenfalls darf die Fläche nicht einmal befahren werden.
- Wenn Parkplätze auf dem Gehweg mit Zeichen 315 (, auch mit Zusatzschild) angeordnet wurden, dürfen diese durch das Parken auf der Fahrbahn nicht gänzlich unbenutzbar werden. Entgegen der allgemeinen Annahme begründet aber bspw. das Zeichen 315 lediglich eine Erlaubnis des Gehwegparkens, aber kein Verbot des Fahrbahnparkens. Dieses muss ebenfalls explizit angeordnet werden.

Ein Verkehrsverbot (beispielsweise auf Bussonderfahrstreifen , in Bereichen eines expliziten Verkehrsverbots  oder auf Sperrflächen ) erstreckt sich nach einem Urteil des Bundesgerichtshofs ausschließlich auf den fließenden Verkehr und verbietet somit nicht das Parken innerhalb der durch ein Verkehrsverbot gesperrten Straße. Es ist somit beispielsweise erlaubt, ein Motorrad in eine per Verkehrsverbot gesperrte Straße zu schieben und dort abzustellen, da das Schieben eines Motorrads keine Teilnahme am Straßenverkehr darstellt und das Parken durch das Verkehrsverbot nicht verboten wird.

### Parkverbot: Eingeschränktes Haltverbot nach Z 286 StVO

Z 286 StVO: eingeschränktes Haltverbot

Das Zeichen 286 , eingeschränktes Haltverbot, gebietet:

„1. Wer ein Fahrzeug führt, darf nicht länger als drei Minuten auf der Fahrbahn halten, ausgenommen zum Ein- oder Aussteigen oder zum Be- oder Entladen. 

2. Ladegeschäfte müssen ohne Verzögerung durchgeführt werden.“

Bis zur StVO-Novelle 2009 wurde dieses Zeichen auch als Parkverbot bezeichnet; dieses ist seitdem jedoch nach StVO anders definiert.

### Regelungen für bestimmte Fahrzeugarten

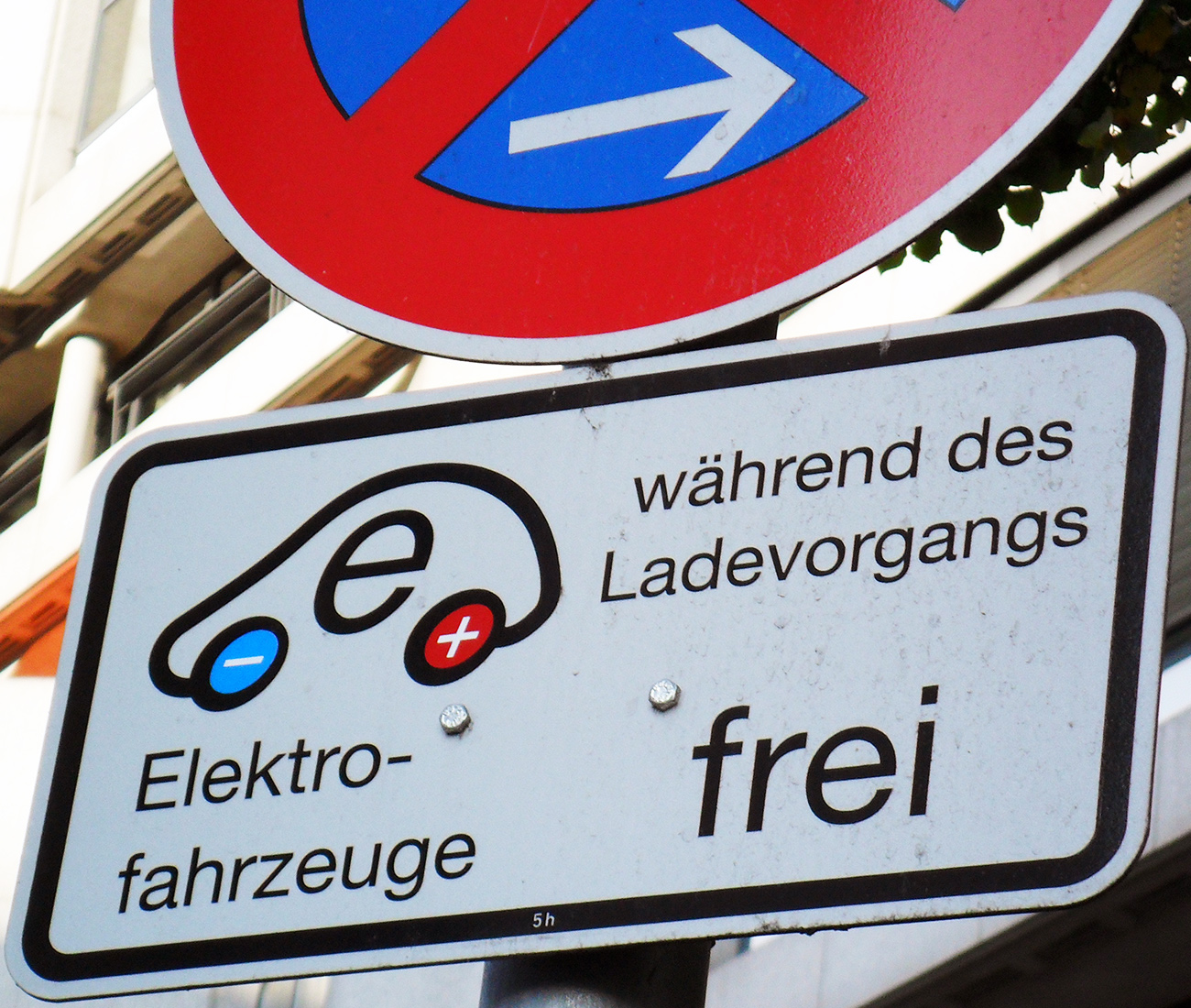
Freies Parken für ladende Elektrofahrzeuge (nicht amtliches Zusatzzeichen am Berliner Ernst-Reuter-Platz)

Für bestimmte Fahrzeugarten gibt es in (§ 12 Abs. 3 und 4 StVO) Sonderregelungen:
Kraftfahrzeuge mit einem zulässigen Gesamtgewicht über 7,5 t sowie mit Kraftfahrzeuganhängern über 2 t zulässigem Gesamtgewicht innerhalb geschlossener Ortschaften in der Zeit von 22.00 Uhr bis 06.00 Uhr sowie an Sonn- und Feiertagen dürfen nicht parken, sofern dies regelmäßig geschieht:
- in reinen und allgemeinen Wohngebieten,
- in Sondergebieten, die der Erholung dienen,
- in Kurgebieten und
- in Klinikgebieten.

Das gilt allerdings nicht auf entsprechend gekennzeichneten Parkplätzen sowie für das Parken von Linienomnibussen an Endhaltestellen.
Kraftfahrzeuganhänger ohne Zugfahrzeug dürfen außer auf entsprechend gekennzeichneten Parkplätzen nicht länger als zwei Wochen geparkt werden.
Für Fahrräder gibt es keine Parkverbote. Sie dürfen sowohl am Fahrbahnrand als auch auf Gehwegen abgestellt werden. Das gilt jedoch nur für betriebsbereite Fahrräder oder Mieträder, die den Zwecken des Verkehrs dienen und nur vorübergehend abgestellt werden. Ebenfalls erlaubt ist das Abstellen in verkehrsberuhigten Bereichen (Spielstraßen) sowie auf Plätzen oder in Fußgängerzonen. Allerdings muss gewährleistet sein, dass Fußgängern, Rollstuhlfahrern oder Kinderwagen der Weg nicht versperrt wird. Auch Rettungswege müssen frei bleiben und an Kreuzungen eine gute Sicht der Verkehrsteilnehmer gewährleistet sein.